# Bahnhof Hamburg-Rothenburgsort
Der Bahnhof Hamburg-Rothenburgsort ist heute ein Haltepunkt der S-Bahn Hamburg im namensgebenden Stadtteil Hamburg-Rothenburgsort. Es verkehrt hier die Linie S2.

## Geschichte
Der Bahnhof wurde am 1. Mai 1907 an der in diesem Bereich neu angelegten Bahnstrecke Hamburg–Berlin eröffnet.
Am 1. Juni 1958 wurde eine S-Bahnstrecke bis Bergedorf eröffnet. Die Strecke wurde in dem Zuge auch mit Stromschienen elektrifiziert. Seit 1962 ist es auch möglich, von hier ohne Umsteigen zum Bahnhof Hamburg-Altona zu gelangen. Am 2. Januar 1967 wurde die Linienbezeichnung „S2“ für die hier verlaufende S-Bahnstrecke eingeführt. Ab dem 29. Mai 1983 verkehrte hier bis zur Linienumstellung am 10. Dezember 2023 die S21. Von 2020 bis 2022 fand ein Umbau der Station statt, womit auch Barrierefreiheit ermöglicht wurde.

### U-Bahnstation
Am 27. Juli 1915, nur wenige Jahre nach der Eröffnung des Bahnhofs der Vorortbahn, wurde eine Strecke der Hamburger U-Bahn bis hier eröffnet, der sogenannte „Rothenburgsorter Zweig“, der nördlich neben dem Haltepunkt lag. Am 5. November 1925 wurde eine Wartungshalle für Triebwagen ergänzt. 1938 fand eine Umgestaltung des Unterkunftsraums für Hochbahn-Mitarbeiter am Bahnhof statt.
Im Luftkrieg im Zweiten Weltkrieg folgten ab 1942 auch Luftangriffe, bei denen der Bahnhof schwer beschädigt wurde. Ende der 1940er Jahre wurde dann schließlich der U-Bahnhof aufgrund der zu hohen Schäden komplett abgerissen, ein Wiederaufbau war nicht geplant.

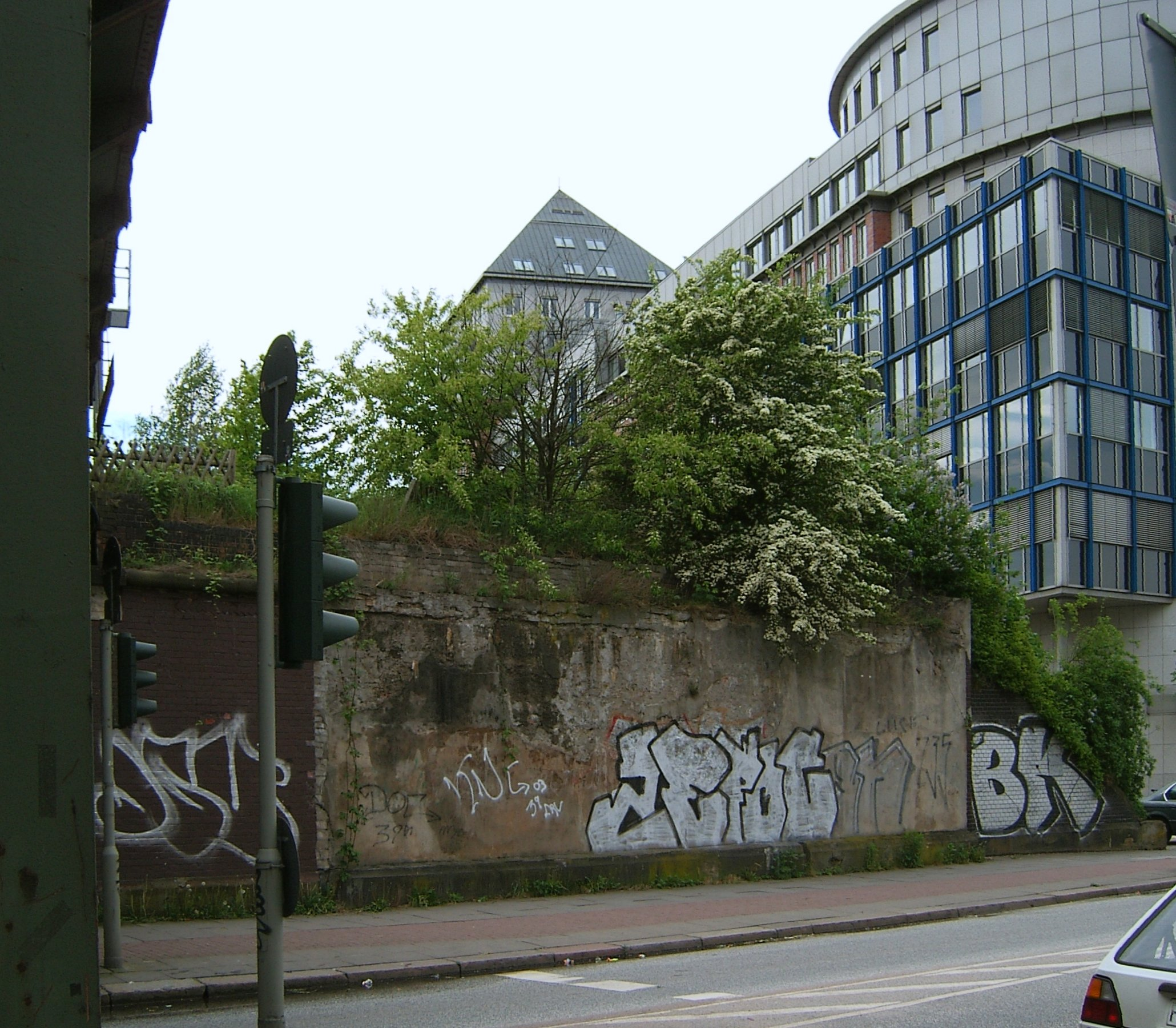
Bahndamm des ehemaligen U-Bahnhofs Rothenburgsort

## Lage
Der Bahnhof liegt zentral im Stadtteil Rothenburgsort. Die Umgebung ist hauptsächlich von Industriegebiet, Häfen und Güteranlagen geprägt. Die Station liegt in Dammlage und ist zweigleisig. Südlich neben der S-Bahn-Strecke liegt das Gleis für den Fernverkehr.
Die Entfernung bis zur westlichen Nachbarstation Berliner Tor beträgt ca. 1,8 km, bis zur östlichen Nachbarstation Tiefstack sind es ca. 1,3 km.

## Verkehr
| Linie | Verlauf |
| ----- | --- |
| S 2   | Altona – Holstenstraße – Sternschanze – Dammtor – Hauptbahnhof – Berliner Tor – Rothenburgsort – Tiefstack – Billwerder-Moorfleet – Mittlerer Landweg – Allermöhe – Nettelnburg – Bergedorf – Reinbek – Wohltorf – Aumühle |

Es verkehrt am Bahnhof die S-Bahn-Linie S2. Sie fährt den Bahnhof regulär im 10-Minuten-Takt an, während ein 5-Minuten-Takt in der Hauptverkehrszeit gilt.
Des Weiteren gibt es eine Bushaltestelle. Sie wird 2024 von den Hamburger Linien 120, 122, 124, 130, 160, 224 und 530 angefahren.